# Агрохолдинг
Агрохолдинг (від «агро» та англ. holding «тримання») — група юридичних осіб, що здійснюють сільськогосподарську діяльність і діяльність з реалізації сільгосппродукції. Агрохолдинги є холдинговими компаніями, тобто сукупністю материнської (керуючої) компанії і контрольованих нею дочірніх підприємств, що займаються виробництвом продуктів харчування.
Сільськогосподарські підприємства, що беруть участь в агрохолдинговій структурі, отримують поштовх до фінансового оздоровлення, перспективи сталого функціонування, можливість використання пільгових інвестиційних і кредитних ресурсів, централізоване постачання ПММ, запасних частин, нової техніки й обладнання, розширення ринків збуту сільгосппродукції, що забезпечує її гарантований і вигідний збут.
Створенню агрохолдингів сприяє необхідність заробляти в продовольчому ланцюгу. Вони можуть отримувати доходи не тільки на стадії виробництва продукції, а й на стадії переробки чи продажу кінцевому покупцеві. Створення агрохолдингу дає можливість власнику організувати систему контролю над виробництвом, логістикою, переробкою і реалізацією, бачити прибуток на кожній стадії обігу продукції, уніфікувати фінансову модель.
При цьому учасники подібного формування пов'язані між собою системою договірних або майнових відносин, що дозволяє материнській (головний) компанії регулювати виробничо-господарську діяльність дочірніх компаній. Вертикально-інтегровані агропромислові структури холдингового типу в змозі сформувати власний внутрішньокорпоративний ринок, що базується на регульованих витратах, трансфертних цінах, а також системі внутрішньогрупового кредитування.
Агрохолдинги України є вертикально інтегрованими структурами економічної системи. Вони складаються з двох рівнів:
1. Материнська компанія
2. Дочірня компанія.

Материнська компанія, як правило, бере на себе відповідальність за зовнішні економічні зв'язки: закупівлю посівного матеріалу, засобів захисту рослин, добрив, сільськогосподарської техніки. Дочірні підприємства отримують право на операційне управління процесами на місцях.
Українські агрохолдинги найчастіше орієнтовані на виробництво й експорт зернових і олійних, соняшникової олії, цукру, соєвої олії, кормів, яєць і яєчних продуктів; птахівництво, експорт м'яса птиці; свинарство; скотарство; м'ясопереробку; послуги зберігання, логістики та дистрибуції. Крім того, деякі займаються біогазом, насінництвом, надають банківські послуги тощо.
Експорт України на 40 % формує сільгосппродукція, в якій левова частка виробляється агрохолдингами.
| За величиною земельного банку тис. га      | За величиною земельного банку тис. га | За капіталізацією на біржі млн долл. США | За капіталізацією на біржі млн долл. США | За об'ємом експорту млрд грн.                    | За об'ємом експорту млрд грн. |
| ------------------------------------------ | ------------------------------------- | ---------------------------------------- | ---------------------------------------- | ------------------------------------------------ | ----------------------------- |
| UkrLandFarming                             | 570                                   | Миронівський хлібопродукт                | 1089                                     | Кернел                                           | 42,5‒43,0                     |
| Кернел                                     | 550                                   | Кернел                                   | 1051                                     | АДМ Трейдінг Україна                             | 20,0‒20,5                     |
| Агропросперіс (NCH)                        | 430                                   | Овостар Юніон                            | 177                                      | Нібулон                                          | 17,5‒18,0                     |
| Миронівський хлібопродукт                  | 370                                   | Астарта-Київ                             | 168                                      | Сантрейд                                         | 17,0‒17,5                     |
| Національна академія аграрних наук України | 362,6                                 | ІМК                                      | 126                                      | Каргілл                                          | 16,5‒17,0                     |
| Астарта-Київ                               | 283                                   | Агротон                                  | 19                                       | Миронівський хлібопродукт                        | 10,5‒11,0                     |
| Контінентал Фармерз Груп                   | 195                                   | Авангард                                 | 16                                       | Державна продовольчо- зернова корпорація України | 9,0‒9,5                       |
| Укрпромінвест-Агро                         | 155,6                                 | Агроліга                                 | 7                                        | Гленкор Агрікалчер Україна                       | 8,5‒9,0                       |
| ІМК                                        | 129,6                                 | Milkiland                                | 4                                        |                                                  |                               |
| Агротон                                    | 122                                   | KSG Agro                                 | 4                                        |                                                  |                               |
| AgroGeneration                             | 120                                   | Укрпродукт Груп                          | 2                                        |                                                  |                               |